# بیل کوبس
بیل کوبس (به انگلیسی: Bill Cobbs) (زادهٔ ۱۶ ژوئن ۱۹۳۴ – درگذشتهٔ ۲۵ ژوئن ۲۰۲۴) بازیگر آمریکایی بود.
از فیلم‌های معروف او می‌توان به فیلم های از بزرگ و قدرتمند اشاره کرد.

## بخشی از فیلم‌شناسی
فهرست برخی از فیلم‌هایی که بیل کوبس در آنها به ایفای نقش پرداخته است:
- از بزرگ و قدرتمند
- شب در موزه
- هنوز یادمه تابستان پیش چه کردی
- محافظ شخصی
- شب در موزه: راز مقبره
- پرنده
- مرغابی
- مظنون
- ماپت ها
- انجمن پنبه
- غریزه کشنده
- فلوک
- امید شناور
- کارهایی که بعد از مرگت
- هدیه نهایی
- گیلی هاپکینز بزرگ